# Magdeburger Straßen
Die Geschichte und Entwicklung der Magdeburger Straßen, ihrer Benennungen und Besonderheiten sind auf das Engste mit der Geschichte der Stadt Magdeburg und der Region verknüpft.
Nachfolgend wird die Geschichte der Straßen im Allgemeinen und für jeden Verkehrsweg gesondert aufgeführt.
Über die Navigation sind die einzelnen Straßen alphabetisch sortiert nachvollziehbar:

## Mittelalter/frühe Neuzeit
Über die ersten Straßen in der 805 erstmals urkundlich erwähnten Stadt Magdeburg und ihre Benennung ist nur wenig bekannt. Es gab zunächst keine amtlich festgelegten Namen. Die Benennungen bildeten sich im Laufe der Zeit im Volksmund, wobei durchaus gleichzeitig mehrere Namen gebräuchlich waren und ältere Namen wieder in Vergessenheit gerieten.
Einer der ältesten dokumentierten Straßennamen ist die Spiegelbrücke. Sie wird bereits 1284 als pons speculorum erwähnt und geht auf das in der Straße ursprünglich befindliche Haus Zu den drei Spiegeln zurück. Bis in die 1960er Jahre war dieser Name ununterbrochen in Gebrauch.
Ein erheblicher Teil der Namen der Straßen in der Magdeburger Altstadt leitete sich von dort angesiedelten Berufsgruppen ab (z. B. Schuhbrücke, Goldschmiedebrücke oder Knochenhauerufer). Auffällig ist in Magdeburg das häufige Vorkommen des Wortes -brücke in den Bezeichnungen. Gemeint ist hier nicht eine Brücke im heutigen Sinne. Als Brücke wurden vielmehr die gepflasterten Wege bezeichnet. Dies waren vor allem die Geschäftsstraßen, die in der Mitte einen mit Steinplatten belegten Gehweg aufwiesen.
Ein anderer Teil der Benennungen rührte von markanten Hauszeichen in der Straße her (z. B. Apfelstraße, Dreiengelstraße oder Kameelstraße) und ermöglichte so den Bewohnern eine konkretere Ortsangabe in der Stadt.
Häufig war jedoch auch die Lage der Straße an wichtigen Gebäuden, insbesondere Kirchen, für die Benennung entscheidend (Jakobstraße, Johanniskirchhof oder Petersberg).
Wieder andere Namen beruhten auf der speziellen Eigenart der Straße (Breiter Weg oder Krummer Ellbogen).
Bereits 1552 und 1683 wurden Straßenverzeichnisse für die Zwecke des Rates aufgestellt. Eine Vereinheitlichung der Straßenbenennung, gar im Sinne einer einheitlichen Adressierung, war hiermit jedoch nicht verbunden.
1751 beschloss der Magistrat der Stadt sämtliche Straßen mit einem Straßenschild zu versehen. Begründet wurde dies mit auftretenden Missverständnissen und den von der Bevölkerung zum Teil verwandten Ekelnamen. 1755 wurde das Projekt tatsächlich angegangen und weiße Blechschilder mit schwarzer Schrift in den Straßen befestigt. Eine Nummerierung der Häuser fand zunächst nicht statt. 1796 wurden dann sämtliche Häuser der Stadt durchnummeriert, erst 1807 ging man zu einer straßenweisen Nummerierung über. Die erste Beschilderung der Straßennamen war jedoch noch nicht konsequent. So wurden, wenn für eine Straße mehrere Namen gebräuchlich waren, auch mehrere Namen aufgeführt. Erst Anfang des 19. Jahrhunderts bekamen die Namen ihre heutige Funktion.
Im Jahr 1800 verfügte Magdeburg über 165 Straßen und Plätze.

## Stadterweiterungen ab 1871
Magdeburg hatte sich zur größten preußischen Festung entwickelt. Ein großer Teil des Stadtgebiets bestand aus Festungsanlagen. Die mit der beginnenden Industrialisierung dringend erforderliche Stadterweiterung war daher über lange Zeit nicht möglich, so dass Magdeburg bis weit in die zweite Hälfte des 19. Jahrhunderts auf seine mittelalterliche Ausdehnung beschränkt blieb. Unter Oberbürgermeister Gustav Hasselbach gelang der Stadt der Ankauf der südlichen und westlichen Festungsgebiete. Die Festungsanlagen wurden dort abgerissen. Es entstanden neue großzügige Stadtviertel und Straßen. Die Benennung der neuen Straßen war überwiegend monarchistisch (Augusta Straße, Kaiserstraße), zum Teil jedoch auch der Magdeburger Geschichte verpflichtet (Guerickestraße, Franckestraße). Die historischen Namen der Altstadt blieben im Wesentlichen unverändert.
Es folgten weitere Stadterweiterungen, so insbesondere die Wilhelmstadt (heutiges Stadtfeld Ost). Neben militärisch motivierten Namen (Sedanring) wurden insbesondere Namen deutscher Dichter (Friesenstraße, Wilhelm-Raabe-Straße) verwendet. Man begann hier auch benachbarte Straßen inhaltlich passend, eben nach Dichtern oder Schlachtfeldern zu benennen.

## Weimarer Republik
Nach dem Ende des deutschen Kaiserreichs begannen zum Teil politisch motivierte Umbenennungen. In Magdeburg, der Hochburg der Sozialdemokratie, wurde der Kaiser-Wilhelm-Platz zum Staatsbürgerplatz. Auch andernorts wurden nun verstärkt Personen aus der sozialdemokratischen Bewegung bei der Benennung berücksichtigt (z. B. Otto-Richter-Straße statt Westerhüsener Straße).

## Nationalsozialismus
In der Zeit des Nationalsozialismus schlug sich auch die Ideologie des Regimes in den örtlichen Bezeichnungen nieder. Der Kaiser-Wilhelm-Platz kehrte zurück. Diverse Generäle (z. B. General-Busse-Weg) und Nationalsozialisten (z. B. Adolf-Hitler-Brücke, Göringstraße und Gustloffstraße) kamen zu neuen Ehren.

## Nachkriegszeit
In der Nachkriegszeit verschwanden zunächst diese belasteten Namen. Der Kaiser-Wilhelm-Platz wurde zum Deutschen Platz. Andere Straßen erhielten ihre ursprünglichen Namen zurück (z. B. Sternbrücke statt Adolf-Hitler-Brücke) oder erhielten die Namen von Widerstandskämpfern oder gänzlich unpolitische Namen.
Der Zweite Weltkrieg hatte jedoch schwere Spuren in Magdeburg hinterlassen. Ein Großteil der historischen Bebauung der Innenstadt war zerstört.

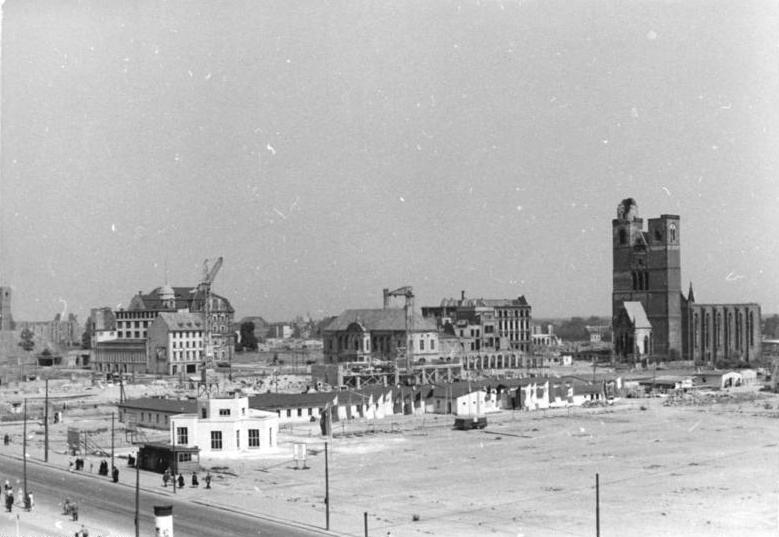
Nationales Aufbauprogramm, 1954

## DDR
Anders als in westdeutschen Städten erfolgte in Magdeburg jedoch kein Wiederaufbau unter Beachtung der historischen Strukturen. Es sollte vielmehr an Stelle der Altstadt eine moderne sozialistische Stadt entstehen. Unter Enteignung der Grundeigentümer erfolgte dann der Wiederaufbau. Die restliche alte Bebauung wurde weitgehend abgerissen und u. a. acht historische Kirchen gesprengt. Viele alte Straßen wurden überbaut und verschwanden so nach zum Teil 1000 Jahren aus dem Stadtbild. Auch alte Straßenbezeichnungen passten nicht mehr ins Bild. So wurde die historische Hauptstraße der Stadt, der Breite Weg, in Karl-Marx-Straße umbenannt. Viele weitere Umbenennungen folgten, die zum Teil nach kurzer Zeit erneut geändert werden mussten. So war die Stalinallee nur kurz auf den Stadtplänen zu finden. Der Deutsche Platz hieß nun Boleslaw-Bierut-Platz. Das Stadtviertel Wilhelmstadt wurde in Stadtfeld umbenannt und erhielt so seine historische Bezeichnung zurück.

## Wende 1989/1990
Mit der politischen Wende in der DDR, die zur deutschen Wiedervereinigung führte, setzte eine neue Welle der Umbenennungen ein. Der Breite Weg erhielt seinen Namen zurück. Viele mehr oder weniger belastete DDR-Größen verschwanden von den Straßenschildern. Der Boleslaw-Bierut-Platz heißt nun (unverfänglich) Universitätsplatz.
Nachfolgend werden Bedeutungen und Umstände der Namensgebung der Magdeburger Straßen und ihre Geschichte aufgezeigt. Aktuell gültige Straßenbezeichnungen sind in Fettschrift angegeben, nach Umbenennung oder Überbauung nicht mehr gültige Bezeichnungen in Kursivschrift. Soweit möglich werden auch bestehende oder ehemalige Institutionen, Denkmäler, besondere Bauten oder bekannte Bewohner aufgeführt.
Die Liste erhebt zunächst noch keinen Anspruch auf Vollständigkeit.